# New Life Worship
New Life Worship es la banda de música de adoración contemporánea, dirigida por el pastor de adoración Brad Parsley, y parte del ministerio de adoración de la Iglesia New Life en Colorado Springs, Colorado.

## Historia
Asociado con la Iglesia New Life de Colorado, el grupo de adoración New Life Worship se lanzó en 1991 cuando el pastor Ross Parsley formó los Ministerios New Life. New Life Worship hizo su debut en el álbum en 2007 con el esfuerzo en vivo My Savior Lives. Contando con Dios siguió en 2008 después de que uno de los amados pastores del ministerio renunció en una tormenta de controversia, y un tiroteo fatal no relacionado ocurrió en el lugar poco después. Jon Egan dirigió el grupo en Strong God: Live de 2013, que contó con la canción del título, "Strong God". La banda es conocida por sus prolíficos compositores (Ross Parsley, Jon Egan, Glenn Packiam, Jared Anderson, Cory Asbury, Pete Sanchez) y líderes de adoración, después de haber lanzado más de una docena de álbumes (My Savior Lives, Counting On God, You Hold It All, Strong God, Soak) y cientos de canciones (I Am Free, Great I Am, My Savior Lives, Here In Your Presence) a través de New Life Worship and Desperation Band. New Life Worship ahora está bajo la dirección de Pete Sanchez, mientras que Jon Egan dirige la mayoría de los domingos en New Life North.

## Discografía

### Series de álbumes
- I Am Free (2004)
- My Savior Lives (2006)
- Worship Tools - My Savior Lives (Resource Edition) (2007)
- Counting on God (2008)
- Strong God: Live (2013)
- You Hold It All (2015)
- Soak (2015)
- Живу, чтобы славить (en ruso) (2018)

#### EPs
- Over It All (Live) (2022)

#### New Life Worship Kids
- We Belong to Jesus (2014)